# جدو فان دير غارد
جدو فان دير غارد (بالهولندية: Giedo van der Garde)‏ مواليد 25 أبريل 1985 في هولندا، هو سائق فورملا 1 هولندي بدأ مسيرته الاحترافية سنة 2013. كان أول سباق له هو جائزة أستراليا الكبرى 2013.

## سباقات شارك فيها
- بطولة العالم للكارتينغ

## روابط خارجية
- جدو فان دير غارد على موقع DriverDB.com (الإنجليزية)